# Commerveil

Commerveil este o comună în departamentul Sarthe, Franța. În 2009 avea o populație de 129 de locuitori.